# Chiesa di Sant'Antonino (Lucinasco)
La chiesa di Sant'Antonino è un luogo di culto cattolico situato nel comune di Lucinasco, in provincia di Imperia. La chiesa è sede della parrocchia dei santi Antonino e Stefano della zona pastorale di Pontedassio della diocesi di Albenga-Imperia.

## Storia
L'edificio religioso è menzionato per la prima volta in una pergamena datata al maggio 1245 ed è probabile che fino al XVII secolo la sua funzione fu relegata a semplice oratorio per la presenza della coeva chiesa parrocchiale di Santo Stefano, quest'ultima ubicata al di fuori del borgo storico. Solamente in un documento del 1613 la chiesa di Sant'Antonino compare con il rango di parrocchiale di Lucinasco, nonostante già dalla metà del XVI secolo vi si esercitasse la cura d'anime e la presenza di un fonte battesimale.
Probabilmente sottoposta ad un radicale intervento di ristrutturazione nel corso del Cinquecento, la chiesa era consta da una cappella intitolata al Santissimo Rosario e un'altra dedicata all'Annunziata, quest'ultima edificata da Lazzaro Acquarone nei primi anni del Seicento; altre cappelle erano intitolate a san Giovanni Battista, a san Sebastiano e a san Gerolamo.
Con l'accrescere della popolazione si rese necessaria la demolizione del primario edificio di culto e la conseguente ricostruzione in forme più ampie: il 15 settembre 1688 si pose la prima pietra dei lavori. Progettata probabilmente dall'architetto Antonio Maria Ricca, la nuova chiesa, che vagamente nelle forme ricorda il santuario della Madonnetta di Genova, fu fondata sul profilo ellittico dell'interno coperto da un'unica volta; tuttavia, non è stata mai esclusa la paternità dell'opera pure ad altri architetti del luogo come, ad esempio, Giacomo Barnao che operò a Lucinasco negli anni della ricostruzione dell'edificio. L'opera si concluse nel 1721. Opere artistiche e oggetti sacri trovarono collocazione nelle nuove sei cappelle laterali mentre l'altare maggiore fu scolpito ex novo da Domenico Stella con la collaborazione artistica di Gio Andrea Casella e Domenico Sertorio tra il 1758 e il 1760.
Alla seconda metà del XVIII secolo risale la collocazione del primo organo, poi sostituito tra il 1829 e il 1830 da uno strumento più moderno del genovese Stupino e ancora, nel 1904, da quello realizzato dai Cavalli. Furono gli artisti locali Lorenzo Acquarone e Domenico Davigo a decorare le nicchie stuccate poste ai lati dell'altare maggiore, mentre l'emiliano Dante Freddi e il piemontese Piero Dalle Ceste portarono tra il 1967 e il 1968 a compimento la decorazione interna della chiesa.